# Parque nacional de Meru
El parque nacional de Meru (en inglés: Meru National Park) es un área protegida del país africano de Kenia situada al este de Meru, a 350 km de Nairobi. Con una superficie de 870 km², es uno de los parques más famosos y conocidos de Kenia. Cuenta con abundantes precipitaciones, 635-762 mm en el oeste del parque y los 305-356 mm en el este. Las precipitaciones se traducen en hierba alta y pantanos exuberantes, que hacen difícil su recorrido. Cuenta con una amplia gama de animales salvajes como elefantes, hipopótamos, leones, leopardos, guepardos, rinocerontes negros y algunos antílopes raros.